# Kōnin (era)
Kōnin (弘仁?) fue una era japonesa (年号, 'nengō'?) posterior a la era Daidō y anterior a la Tenchō. Esta era abarcó del año 810 al 824, siendo los emperadores gobernantes Saga-tennō (嵯峨天皇?) y Junna-tennō (淳和天皇?).

## Cambio de era
- 9 de febrero de 810 Kōnin gannen (弘仁元年?): Se crea la nueva era para marcar una serie de eventos. La era anterior terminó y una nueva comenzó en Daidō 4, el 27° día del noveno mes del año 810.[2]

## Eventos de la era
- 30 de mayo de 823 (Kōnin 14, 17° día del cuarto mes): El 14° año de reinado del Emperador Saga el emperador abdicó, siendo la sucesión recibida por su hermano menor, el tercer hijo del Emperador Kanmu. Poco después el Emperador Junna subió al trono.[3]